# Paramonohystera paranormandica
Paramonohystera paranormandica är en rundmaskart som först beskrevs av Heinrich Micoletzky 1922.  Paramonohystera paranormandica ingår i släktet Paramonohystera och familjen Monhysteridae. Inga underarter finns listade i Catalogue of Life.